# Баскетбол 3×3
Баскетбол 3х3 — разновидность баскетбола, в которой команды состоят не из 5, а из 3 человек. Игровая площадка имеет размеры вполовину меньше, чем стандартная площадка для баскетбола.

## История
Баскетбол 3х3 зародился на улицах США в 1950 году.
В настоящее время развитием этого спорта в мире занимаются ФИБА и её структурное подразделение ФИБА 3х3. С популярностью баскетбола 3х3 растут денежные средства и призовые фонды, выделяемые ФИБА. Соответственно, растёт число турниров, игроков, а также количество спонсоров.
ФИБА рассматривает баскетбол 3x3 в качестве основного средства продвижения классического баскетбола по всему миру. Генеральный секретарь ФИБА Патрик Бауман считает, что баскетбол 3х3 имеет все элементы и навыки, необходимые для классического баскетбола, также это простой и эффективный способ привлечь молодёжь к баскетболу.

## Правила игры
Основные правила «баскетбола 3х3» интуитивно понятны большинству — это стандартизированная ФИБА версия стритбола, в который играют чуть ли не на каждом занятии физкультурой в стране. Так как в разных странах, а то и даже городах, правила стритбола несколько отличаются, Международная федерация баскетбола придумала единый стандарт для соревнований под своей эгидой.
«Баскет 3х3 по правилам ФИБА» очень сильно похож на обычный стритбол, в который играют во дворах:
— команды соревнуются только под одной корзиной;
— разметка и расстояния точно такие же, как и большом баскетболе;
— каждая команда выставляет по 3 игрока плюс одного запасного;
— попадание в корзину внутри дуги стоит 1 очко, из-за неё — 2;
— на атаку даётся 12 секунд, а чтобы начать её, необходимо вывести мяч за дугу;
— после шести фолов нарушения караются двумя штрафными бросками;
— матч длится либо 10 минут, либо заканчивается досрочно, если команда набирает 21 очко.

## Отличия от стритбола
Отличия «баскетбола 3х3» от стритбола только в небольших нюансах. Например, здесь победа присуждается команде, которая первой набрала 21 очко, или же набрала больше очков, чем соперник, по истечении 10 минут. Мячи чуть утяжелены по сравнению с обычным баскетболом.
ФИБА пришлось ещё и прописать единые наказания за фолы, так как этот аспект, естественно, может различаться даже в разных дворах одного города. По международным правилам, за каждый фол после 6-го команда пробивает 2 броска, а за каждый после 10-го она ещё оставляет мяч себе. Поэтому во время трансляций рядом со счётом обязательно ещё ведётся подсчёт количества фолов.